# Epimone
Epimone ist ein Stil- oder Rhetorikmittel, das besonders in altgriechischen oder lateinischen Texten benutzt wird.
Es bezeichnet das Verweilen bei einem bestimmten Thema für länger als eigentlich nötig durch die Wiederholung des Gedankens in anderer, synonymer Formulierung, wie zum Beispiel Marcus Tullius Cicero in der 1. Rede gegen Catilina:

“Quousque tandem abutere, Catilina, patientia nostra? Quamdiu nos etiam furor iste tuus eludet? Quem ad finem sese effrenata iactabit audacia?”

„Wie lange willst du, Catilina, unsere Geduld noch missbrauchen? Wie lange noch wird uns dieser dein Wahnsinn verspotten? Bis zu welchem Punkt wird sich die zügellose Frechheit vorwagen?“

Im Gegensatz hierzu handelt es sich bei der Tautologie um die Wiedergabe desselben Sachverhalts durch mehrere Einzelwörter innerhalb des gleichen Satzes.